# Olena Pavlukhina
Olena Pavlukhina, née le 1er septembre 1989 à Gorlovka, est une coureuse cycliste azerbaïdjanaise (ou azérie). Championne d'Azerbaïdjan sur route et en contre-la-montre en 2015 et 2016, elle a représenté l'Azerbaïdjan lors de l'épreuve sur route des Jeux olympiques de 2016. 

## Biographie
Olena Pavlukhina est suspendue pour quatre ans, du 14 janvier 2019 au 13 janvier 2023 pour violations des règles antidopage lors des championnats du monde sur route 2016. Elle met un terme à sa carrière durant sa période de suspension.

## Palmarès
- 2012
  - 2e du championnat d'Azerbaïdjan du contre-la-montre
- 2014
  -  Championne d'Azerbaïdjan du scratch
- 2015
  -  Championne d'Azerbaïdjan du contre-la-montre
  -  Championne d'Azerbaïdjan sur route
- 2016
  -  Championne d'Azerbaïdjan du contre-la-montre
  -  Championne d'Azerbaïdjan sur route
  - Gracia Orlová :
    - Classement général
    - 2e étape
- 2018
  -  Championne d'Azerbaïdjan du contre-la-montre

## Classements mondiaux
| Année                                 | 2012 | 2013 | 2014 | 2015 | 2016 | 2017 | 2018 |
| ------------------------------------- | ---- | ---- | ---- | ---- | ---- | ---- | ---- |
| Classement UCI                        | 132e | nc   | nc   | 127e | 89e  | 204e | 294e |
| UCI World Tour                        |      |      |      |      | 73e  | 141e | nc   |
|                                       |      |      |      |      |      |      |      |
| Légende : nc = non classéSource : UCI |      |      |      |      |      |      |      |